# الخزازنة آيت قسو (سيدي عبد الرزاق)
الخزازنة آيت قسو هي إحدى مشيخات المملكة المغربية، تتبع جغرافيا لإقليم الخميسات وإداريًا لسيدي عبد الرزاق. يقدر عدد سكانها بـ 8072 نسمة حسب الإحصاء الرسمي للسكان والسكنى لسنة 2004.